# فوتیج

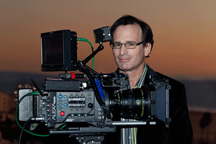
دوربین فیلمبرداری

فوتیج (به انگلیسی: Footage) در صنعت فیلم‌سازی و تولید ویدئو به خروجی نهایی یک دوربین گویند که هیچگونه جلوه ویژه و فرایندهای متداول پس از فیلم‌برداری روی آن شکل گرفته نشده باشد. اینگونه فیلم‌ها در نهایت باید ویرایش شوند تا بتوان در ویدئو کلیپ‌ها، برنامه‌های تلویزیونی یا ساخت تصاویر متحرک و موارد مشابه مورد استفاده قرار بگیرد.
در حالت آزادانه، فوتیج می‌تواند به تمامی سکانس‌های یک فیلم یا در ویرایش فایل‌های ویدئویی از قبیل جلوه‌های ویژه و بایگانی اسناد (بسته رسانه‌ای یا فیلم خام قدیمی) اشاره داشته باشد.